# جلال شاكر
جلال شاكر مخلف لاعب كرة قدم عراقي سابق. ومن البطولات التي شارك بها هي دورة الألعاب الآسيوية عام 1986. ولعب شاكر مع منتخب العراق بين عامي 1986و1987.